# Mauro Mingardi
Mauro Mingardi (Bologna, 13 dicembre 1939 – Bologna, 15 agosto 2009) è stato un regista cinematografico italiano, operante in ambito amatoriale tra gli anni 1960 e 1980. Il suo lavoro è stato premiato con diversi riconoscimenti internazionali e apprezzato da registi come Marco Ferreri e Roberto Rossellini, che lo incoraggiarono ad entrare nel cinema professionistico.

## Biografia

### Attività cinematografica
Mingardi iniziò la sua attività da cineamatore nel 1958 con la realizzazione della prima pellicola, L'oro maledetto, ispirata a La febbre dell'oro di Charlie Chaplin.
Nei primi anni il cineamatore girò in 8 millimetri per poi passare, intorno agli anni settanta, al Super 8 millimetri, formato che utilizzò per gran parte della sua produzione. I primissimi film avevano un carattere molto sperimentale legato principalmente alle limitazioni dovute al mezzo: la pellicola costava molto, bisognava usarla con parsimonia e non c'era possibilità di registrazione audio.
La maggior parte della produzione artistica di Mingardi si svolse a Bologna, spesso in aree che non erano state mai filmate fino ad allora, come quartieri periferici o complessi industriali abbandonati. Per questo motivo ai suoi film è riconosciuto un ruolo di testimonianza dell'aspetto di certe zone della città nel periodo precedente alla loro riqualificazione.
Con il passare degli anni la produzione di Mingardi iniziò ad assumere un carattere più specificatamente narrativo e le tecniche si affinarono maggiormente. Tramite la partecipazione delle sue opere a numerosi festival nazionali e internazionali Mingardi si fece conoscere nell'ambiente del cinema non professionale, ricevendo parecchi importanti riconoscimenti.
Nel 1970 nel festival internazionale del Teleconfronto di Rapallo il film di Mingardi Il tempo nel muro vinse superando Ermanno Olmi e Roberto Rossellini. Quest'ultimo lo invitò a lavorare a Roma al Centro Sperimentale di Cinematografia, ma dopo un iniziale assenso Mingardi decise di non lasciare Bologna. Nel 1978 venne scelto da Marco Ferreri come aiuto regista per la realizzazione di Chiedo asilo.
Nel dicembre del 2008 la Cineteca di Bologna dedicò a Mauro Mingardi una serata con la proiezione di alcuni suoi film.

### Riconoscimenti dopo la morte
Dal 2011 tutte le pellicole e i lavori di Mauro Mingardi sono conservati presso Home Movies, Archivio Nazionale del Film di Famiglia, a Bologna.
Nel giugno del 2017 è stato presentato in anteprima internazionale al Biografilm Festival un biopic sulla sua figura dal titolo Mauro Mingardi. Un western senza cavalli, realizzato dai registi Davide Rizzo e Marzia Toscano.
Alcune delle sue opere sono state restaurate con il contributo del Mibact
Nel 2020 Archivio Aperto, la rassegna annuale di riscoperta del patrimonio cinematografico privato ed inedito gli ha dedicato la sezione Cine-eccentrici.

## Filmografia

### Cortometraggi
- L’oro maledetto (1958)
- Incubo di un delitto / Il conte Ghini - Comiche (1959)
- (Mangas) L’apache (1959-1960)
- Resistenza (1962)
- Alla ricerca dell’impossibile (1962)
- Diario d’autunno (1962)
- La danza dei contatori (1963)
- Le ali degli angeli (1964)
- L’impresa trap e altri tre film (1964)
- La vita inutile (1964-1965)
- Raptus (1965)
- La fossa (1965)
- L’inconoscibile (1966)
- Associazioni libere (1967)
- Una mattina (1967)
- Diario di un’amica (1968)
- Il tempo nel muro (1969)
- Il viaggio (1970)
- Le mosche (1970-1971)
- Rapporto sentimentale (1971)
- Mutoscopio (1973)
- Badlands (1974)
- I morti di via Cirene (1975)
- Verdi illusioni (1977)
- Ritorno al silenzio (1977/78)

### Lungometraggi
- Vita di artista (1981)
- Gli usignoli di Rellstab (1984)
- Il fiore tra le rovine (1988)
- Amore e cuore non fanno più rima (1990)
- Attore nel film "La lampada di Wood" di Lavinia Capogna (1991)

### Documentari
- La partecipazione della mia famiglia alla 2ª guerra mondiale (2002)

## Riconoscimenti
- 1962 – Medaglia d’argento al XVI Festival international du film amateur, Cannes (France)[9] per Alla Ricerca dell'Impossibile
- 1964 – Premio per gli effetti speciali al Festival di Torino, per La danza dei contatori
- 1964 –  1º Premio Festival di Bordighera per La danza dei contatori
- 1965 – 1º Premio al Festival Internazionale di Montpellier per Le ali degli angeli
- 1966 – Fotogramma d’argento Festival di Cattolica per Raptus
- 1967 – Diploma d’Onore al XX Festival international du film amateur, Cannes (France)[9]  per Raptus
- 1967 – Fotogramma d’argento al Festival di Cattolica per La Fossa[10]
- 1968 – Medaglia d’argento e Diploma d’Onore al XXI Festival di Cannes per L'Inconoscibile
- 1969 – 1º Premio al Rochester International Film Festival[11] (New York) per L'Inconoscibile
- 1969 – Fotogramma di bronzo Torino per L'Inconoscibile
- 1969 – Fotogramma d’argento al Festival di Limone, Piemonte per Il Tempo nel Muro
- 1970 – 1º Premio al Festival Internazionale di Rapallo per Il Tempo nel Muro[5]
- 1970 – Fotogramma di bronzo al Festival di Cattolica per Il Viaggio
- 1970 – Fotogramma di bronzo al Festival di Torino per Il Viaggio
- 1971 – 1º Premio al Festival Internazionale di Lisbona per Il Tempo nel Muro
- 1971 – Patero d’oro al Festival di Lucca per Il Tempo nel Muro
- 1971 – Fotogramma di bronzo al Festival di Castrocaro per Le Mosche
- 1971 – Fotogramma di bronzo al Festival di Cattolica per Le Mosche
- 1973 – Palma d’oro al festival Internazionale di Pegli (GE) per Mutoscopio
- 1980 – Fotogramma d’argento Festival di Cattolica per Ritorno al Silenzio
- 1984 – 1º Premio al Festival Internazionale di Castrocaro per Vita di artista
- 1984 – 1º Premio Festival di Cattolica per Vita di artista
- 1986 – Fotogramma d’oro al Festival di Castrocaro per Gli usignoli di Relistab